# آلسیو بوتارو
آلسیو بوتارو (انگلیسی: Alessio Buttaro؛ زادهٔ ۱۰ سپتامبر ۲۰۰۲) بازیکن فوتبال است.